# Fort de l'Îlette de Kermorvan
Le fort de l'Îlette de Kermorvan est une fortification construite sous Napoléon III, se trouvant sur un îlot au nord de la presqu'île de Kermorvan, dans la commune française du Conquet (Finistère).
Associé à 2 batteries de côte, cette fortification, dite batterie de côte haute, protégeait la partie nord de la presqu'île, à la pointe de laquelle se trouve deux autres batteries de côte avec réduit (batterie de côte basse). Elle protégeait le mouillage de la plage des Blancs-Sablons située à l'ouest.
Les batteries de l'îlette étaient composées de deux plates-formes décalées en hauteur et reliées par un tunnel ;   elles recevaient 8 canons disposés en batterie à barbette. Le réduit, est un corps de garde  crénelé n° 2 modèle 1846, à 2 bretêches par côté, modifié pour 30 hommes. La date de 1847 figure au-dessus de l'entrée.
Déclassé en 1889, l'ouvrage est encore en bon état. Privé, il est accessible à marée basse par le chemin côtier de la presqu'île.

## Galerie

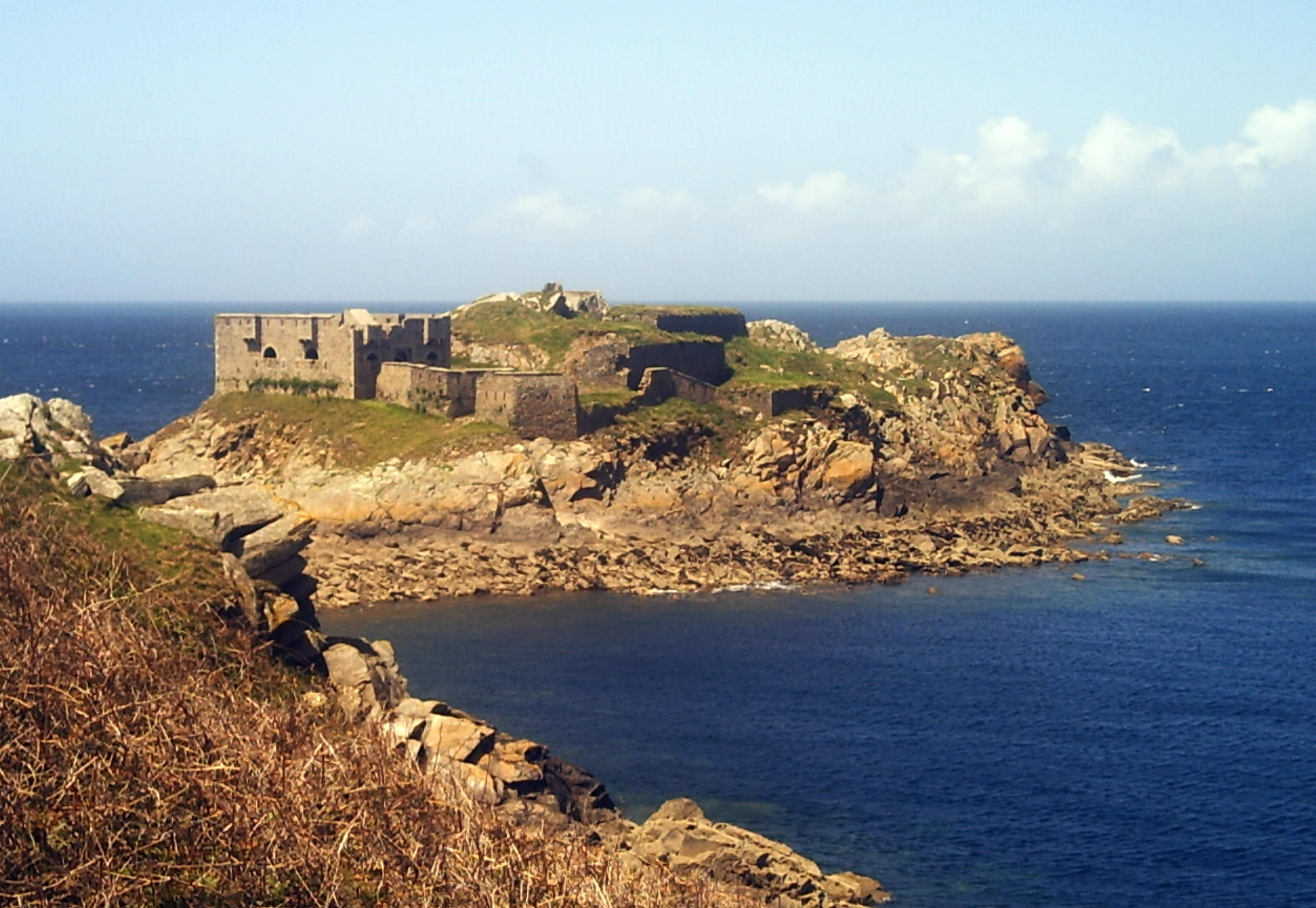
Fort vu du nord de la presqu'île de Kermovan
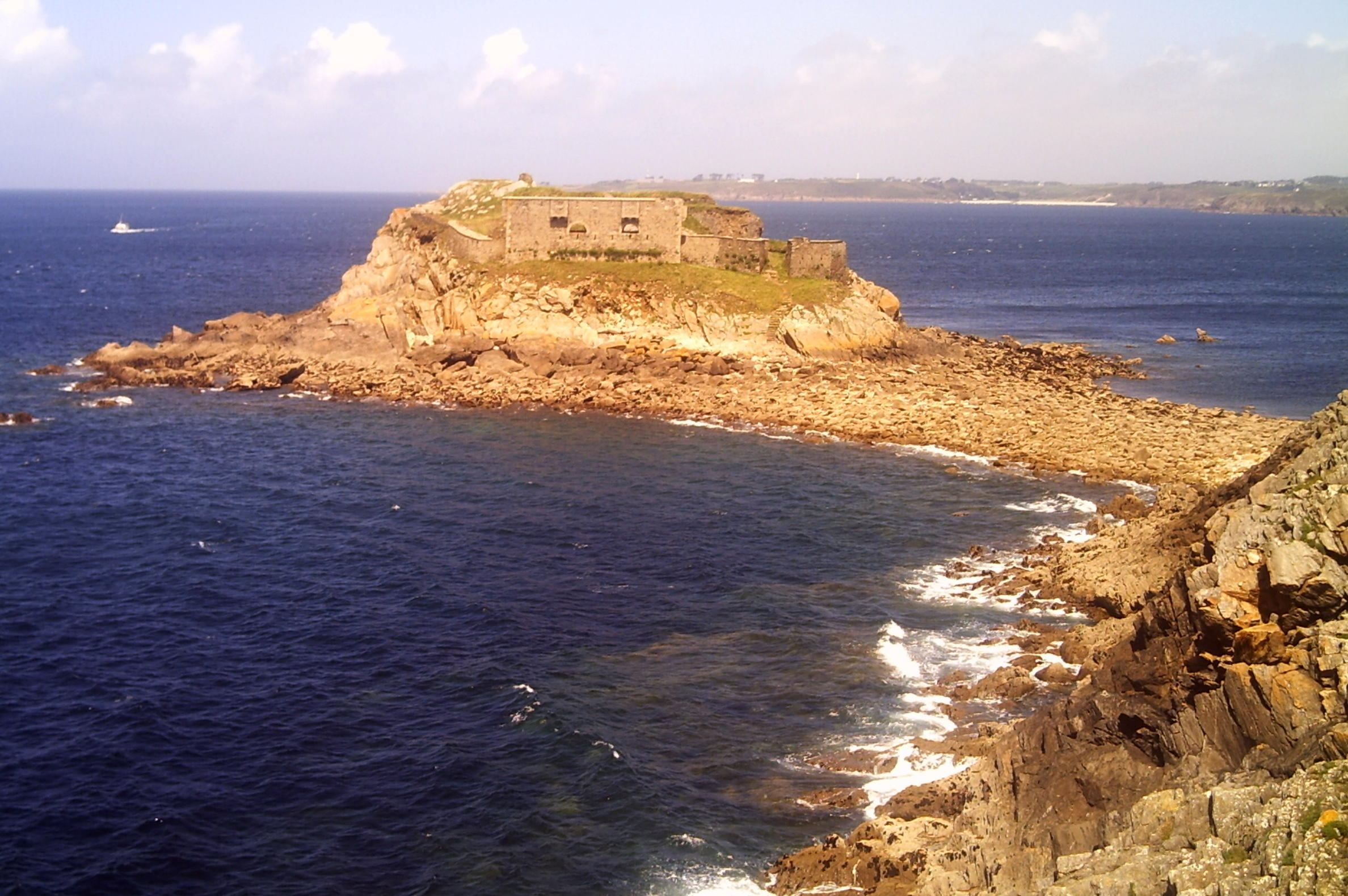
Fort vu de l'ouest de la presqu'île
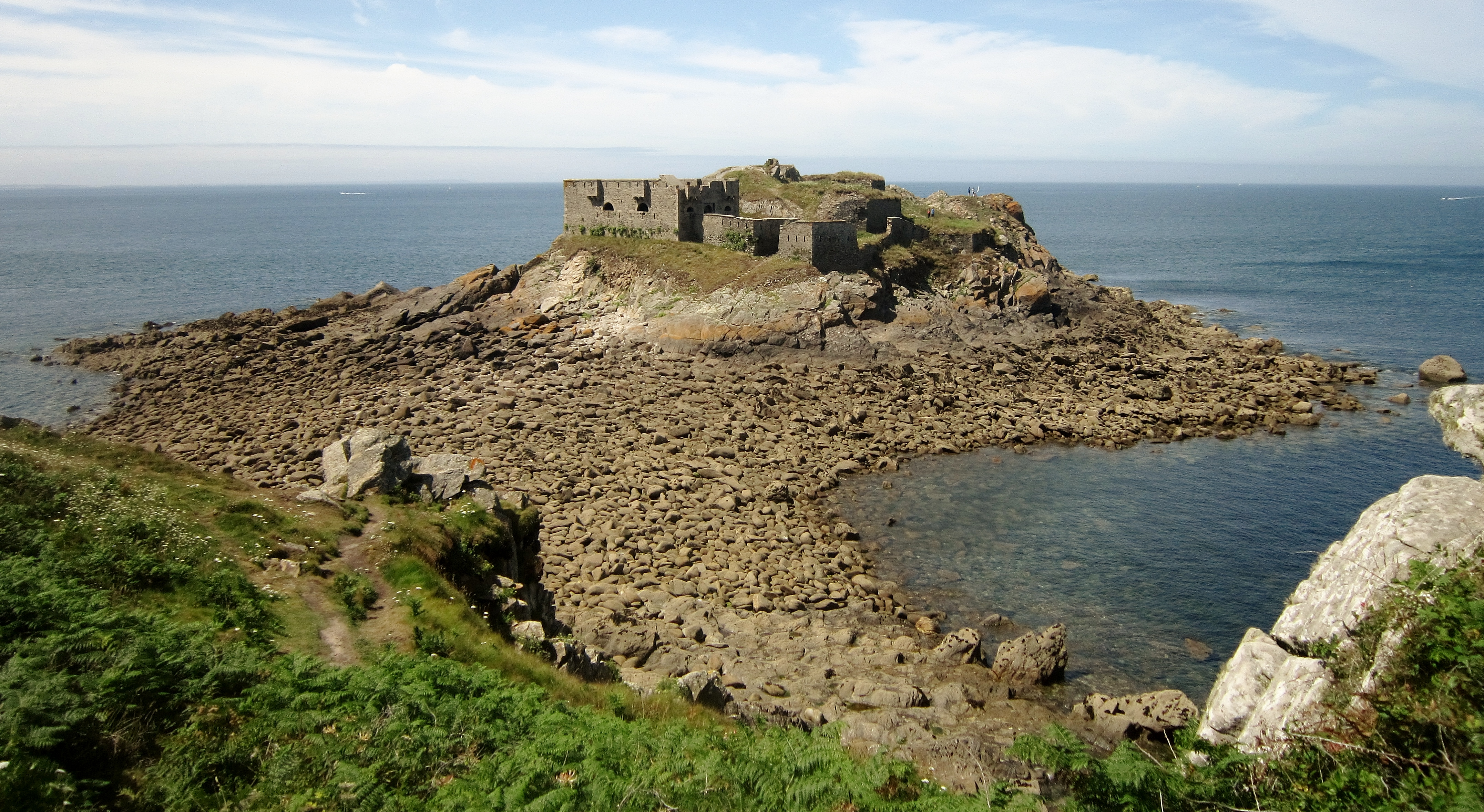
Fort à marée basse
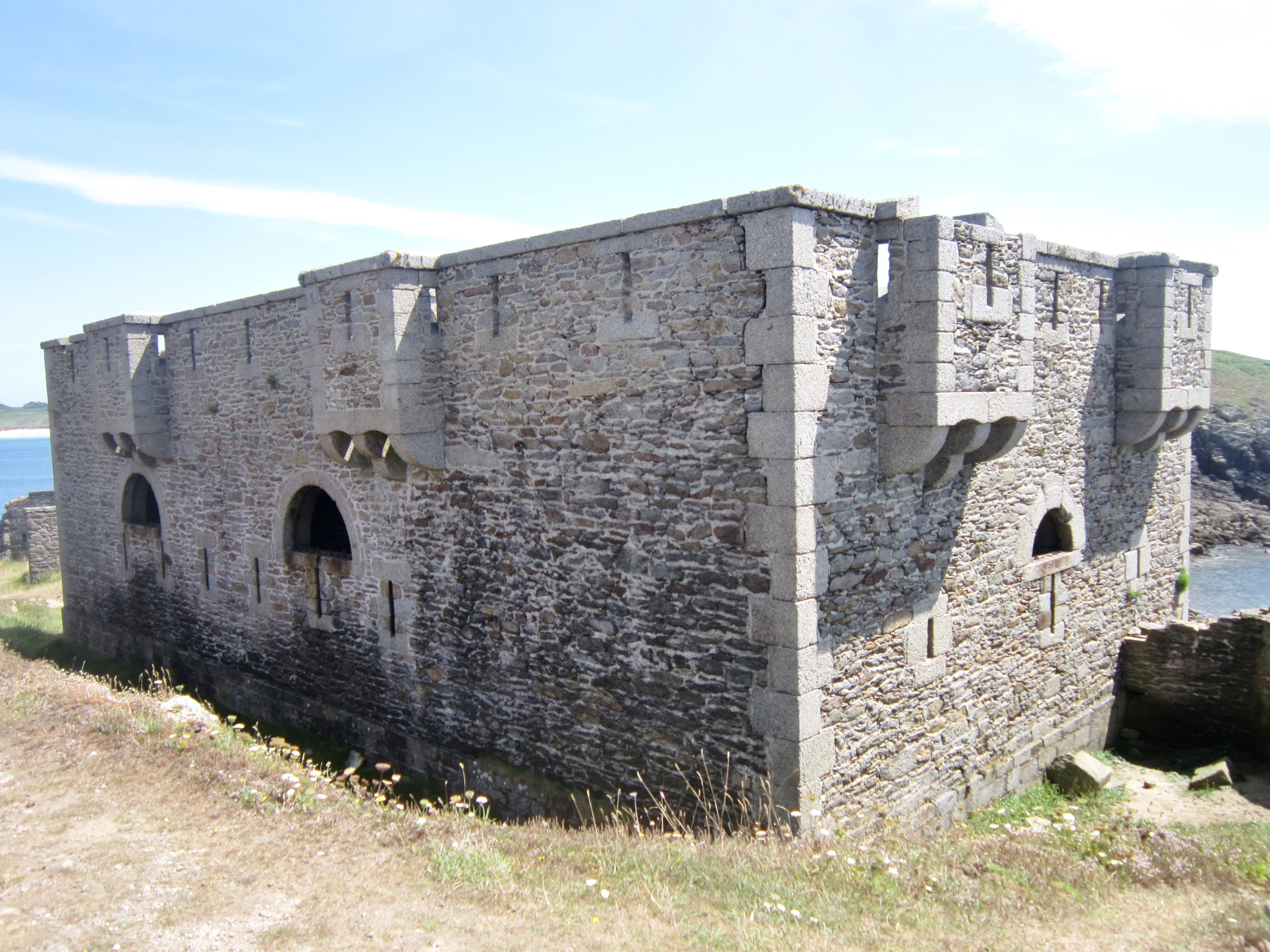
Réduit du fort
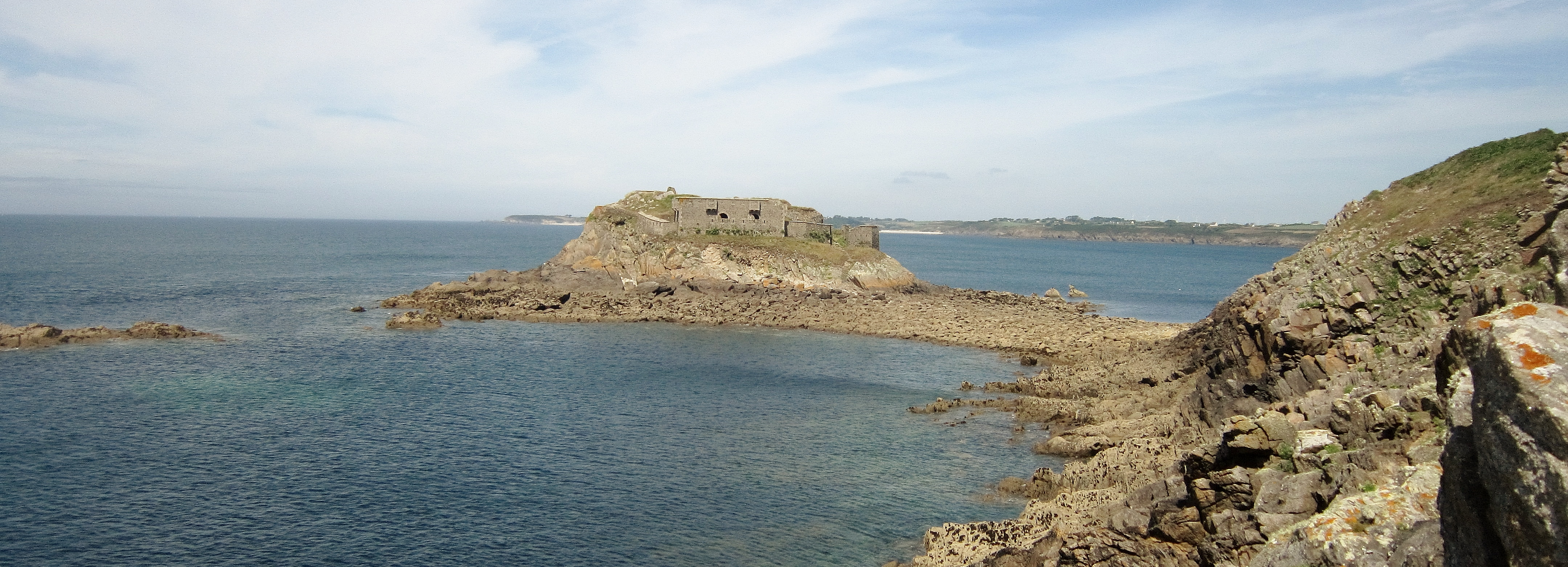
Fort depuis la pointe de la presqu'île
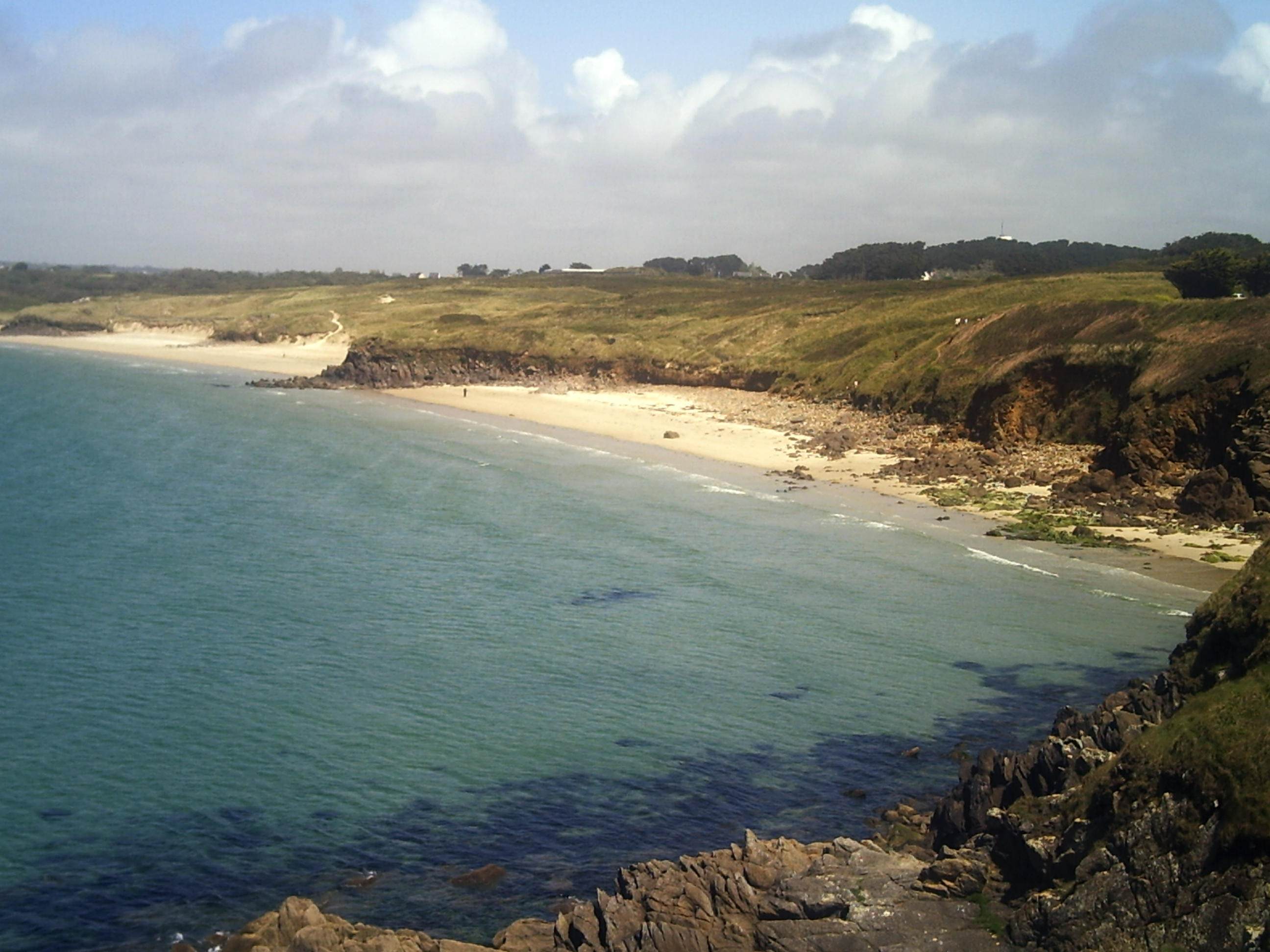
Plage des Blancs-Sablons vue de la presqu'île